# Kuveciîci, Cernihiv
Kuveciîci (în ucraineană Кувечичі) este o comună în raionul Cernihiv, regiunea Cernihiv, Ucraina, formată numai din satul de reședință.

## Demografie
Componența lingvistică a comunei Kuveciîci
     Ucraineană (93,58%)
     Rusă (4,01%)
     Alte limbi (0,48%)
Conform recensământului din 2001, majoritatea populației comunei Kuveciîci era vorbitoare de ucraineană (93,58%), existând în minoritate și vorbitori de rusă (4,01%) și găgăuză (1,93%).